# 454350 Paolaamico
454350 Paolaamico è un asteroide della fascia principale. Scoperto nel 2010, presenta un'orbita caratterizzata da un semiasse maggiore pari a 2,5651636 UA e da un'eccentricità di 0,1766874, inclinata di 12,20975° rispetto all'eclittica.